# 시와군

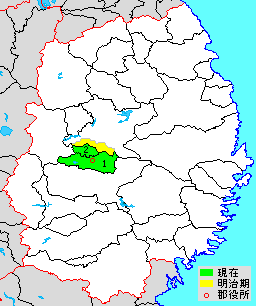
이와테현 사와군의 위치 (1.시와정 2.야하바정)

시와군(일본어: 紫波郡, しわぐん)은 일본 이와테현(무쓰국·리쿠추국)의 군이다.
인구 58,719명, 면적 306.3km², 인구밀도 192명/km².(2025년 3월 1일, 추계인구)
이하 2정으로 구성된다.
- 시와정(紫波町)
- 야하바정(矢巾町)

## 군역
1878년 행정 구역으로 발족 당시의 군역은, 위의 2정에 모리오카시의 일부를 더한 구역에 해당한다.

## 역사
- 1878년 11월 26일 - 군구정촌 편제법이 이와테현에서 시행되면서, 행정 구역으로서의 시와군이 발족.

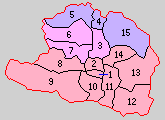
1.히즈메정 2.후루다테촌 3.도쿠타촌 4.미루마에촌 5.이오카촌 6.게무야마촌 7.후도촌 8.미즈와케촌 9.시와촌 10.아카이시촌 11.히코베촌 12.사히나이촌 13.아카자와촌 14.나가오카촌 15.오토베촌 (보라:모리오카시 분홍:야하바정 빨강:시와정)

- 1889년 4월 1일 - 정촌제 시행으로, 以下の町村이 발족.(1정 14촌)
  - 히즈메정(日詰町): 현 시와정
  - 후루다테촌(古館村): 현 시와정
  - 도쿠타촌(徳田村): 현 야하바정
  - 미루마에촌(見前村): 현 모리오카시
  - 이오카촌(飯岡村): 현 모리오카시
  - 게무야마촌(煙山村): 현 야하바정
  - 후도촌(不動村): 현 야하바정
  - 미즈와케촌(水分村): 현 시와정
  - 시와촌(志和村): 현 시와정
  - 아카이시촌(赤石村): 현 시와정
  - 히코베촌(彦部村): 현 시와정
  - 사히나이촌(佐比内村): 현 시와정
  - 아카자와촌(赤沢村): 현 시와정
  - 나가오카촌(長岡村): 현 시와정
  - 오토베촌(乙部村): 현 모리오카시
- 1955년
  - 3월 1일 - 게무야마촌·도쿠타촌·후도촌이 합병하여, 야하바촌(矢巾村)이 발족.(1정 12촌)
  - 4월 1일(1정 2촌)
    - 히즈메정·아카이시촌·아카자와촌·사히나이촌·시와촌·나가오카촌·히코베촌·후루다테촌·미즈와케촌이 합병하여, 시와정(紫波町)이 발족.
    - 이오카촌·오토베촌·미루마에촌이 합병하여, 도난촌(都南村)이 발족.
- 1966년 5월 1일 - 야하바촌이 정제 시행으로 야하바정(矢巾町)이 됨.(2정 1촌)
- 1992년 4월 1일 - 도난촌이 모리오카시에 편입.(2정)

## 참고 문헌
- 《가도카와 일본 지명 대사전》 편집위원회, 편집. (1985년 2월 7일). 《가도카와 일본 지명 대사전》. 3 이와테현. 가도카와 쇼텐. ISBN 4040010302.